# Sturisomatichthys
Sturisomatichthys es un género de peces de la familia Loricariidae en el orden de los Siluriformes. Es nativo de los ríos de América Central.

## Especies
Se reconocen 9 especies en este género:
- Sturisomatichthys aureus (Steindachner, 1900)
- Sturisomatichthys citurensis (Meek & Hildebrand, 1913)
- Sturisomatichthys dariense (Meek and Hildebrand, 1913)
- Sturisomatichthys festivum (Myers, 1942)
- Sturisomatichthys frenatum (Boulenger, 1902)
- Sturisomatichthys kneri (Ghazzi, 2005)
- Sturisomatichthys leightoni (Regan, 1912)
- Sturisomatichthys panamense (Eigenmann and Eigenmann, 1889)
- Sturisomatichthys tamanae (Regan, 1912)